# Carmella Bing

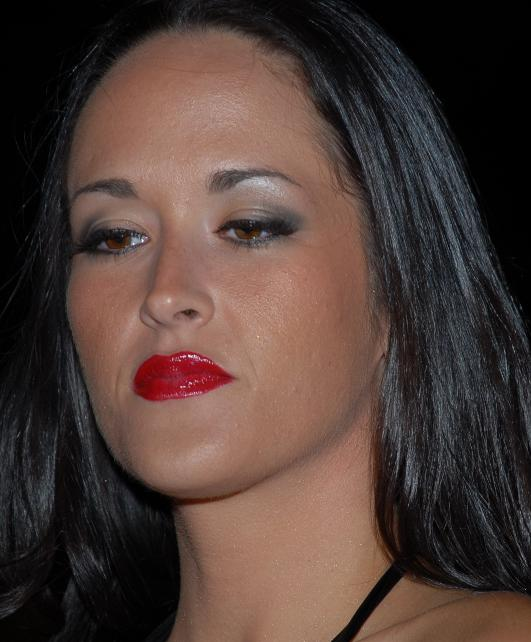
Carmella Bing

 Carmella Bing  (n. 21 octombrie 1981, în Salem, Oregon, USA) este o actriță porno nord-americană.
1. ↑  „Carmella Bing”, Internet Movie Database, accesat în 11 iulie 2016